# Maximiliano Enrique de Wied-Runkel
Maximiliano Enrique de Wied-Runkel (1 de mayo de 1681 - 19 de diciembre de 1706) fue un conde alemán del Sacro Imperio Romano Germánico. Gobernó Wied-Runkel desde 1692 hasta su muerte en 1706, además de fundar la linea más joven de Wied-Runkel.

## Vida
Era hijo de Jorge Germán de Wied (1640-1690) y su segunda esposa, Juana Isabel de Leiningen-Westerburg (1659-1708). Fue el fundador de la línea más joven de los Wied-Runkel.
El 27 de agosto de 1692, recibió la parte superior del condado de Wied de su abuelo paterno Federico el Viejo, inicialmente bajo tutela. Su parte del condado incluía el castillo de Altwied , el pueblo de Isenburg, la parroquia de Maysheid y el señorío de Meud (que anteriormente había sido parte de Bajo Wied).
Sirvió en el ejército del Landgrave Ernesto Luis de Hesse-Darmstadt, donde ascendió al rango de Rittmeister.
Murió en una batalla el 19 de diciembre de 1706. Su hijo menor de edad, Juan Luis Adolfo, le sucedió como conde de Wied-Runkel.

## Matrimonio y Descendencia
El 29 de agosto de 1704 se casó en Detmold con Sofía Florentina (8 de septiembre de 1683 - 23 de abril de 1758), hija del conde Simón Enrique de Lippe-Detmold. Tuvieron dos hijos:
- Juan Luis Adolfo (30 de mayo de 1705 - 18 de mayo de 1762)
- Carlos Guillermo Emilio Alejandro (19 de junio de 1706 - 30 de noviembre de 1771)